# エリキシール・スルファニルアミド

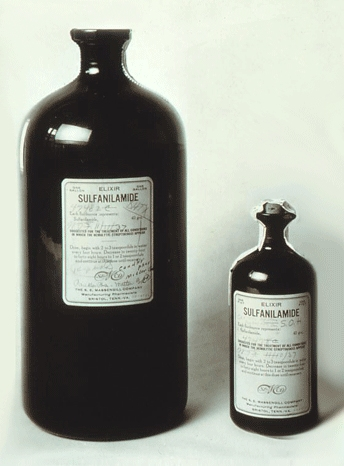
エリキシール・スルファニルアミドの瓶

エリキシール・スルファニルアミド（英: Elixir sulfanilamide）は不適切に調合されたスルファニルアミド薬であり、1937年にアメリカ合衆国内で100人以上が死亡する集団中毒事件を起こした。この一件と類似事件に関する市民の叫びは、1938年の連邦食品・医薬品・化粧品法制定につながり、アメリカ食品医薬品局 (FDA) による医薬品規制が大幅に強化された。

## 歴史
1906年制定の純正食品・医薬品法と1914年のハリソン麻薬税法で、麻薬数種の販売を禁じていたものの、アメリカ合衆国には新薬の安全性を担保するための行政監督が存在しなかった。エリキシール・スルファニルアミドによる薬害は、翌1938年の連邦食品・医薬品・化粧品法制定につながり、アメリカ合衆国の医薬品安全に大きな影響を与えた。
1937年、製薬会社のS・E・マッセンギル・カンパニーは、ジエチレングリコールを溶媒としたスルファニルアミド剤を調剤し、「エリキシール・スルファニルアミド」と名付けて発売した。ジエチレングリコールはヒトをはじめとした哺乳類に害をもたらすが、マッセンギル社の主任薬剤師・化学者だったハロルド・ワトキンス (Harold Watkins) はこの有害性に気付いていなかったという（エチレングリコールによる最初の致死例は1930年に発生し、ジエチレングリコールが腎不全を引き起こすという医学論文も発表されてはいたが、その毒性はこの薬害事件まで広く認知されていなかった）。ジエチレングリコールは不凍剤の原料ともなる化合物だが、甘味があるため、ワトキンスらはこれを溶媒としてシロップを作り、更にラズベリー味を付けて売り出した。当時動物実験の実施は法律上必須ではなく、新薬の上市前に安全試験を行う行政機関もなかったので、マッセンギル社はこれらの試験を行うことなくこの薬を発売した。薬自体はサルファ剤を主成分とした咳止めシロップであった。
マッセンギル社が1937年9月にこの薬を発売した後、10月11日までに、米国医師会へこの薬による死亡例が複数報告された。結局この薬によって、子供を中心に100人あまりが犠牲となった。アメリカ食品医薬品局 (FDA) も届け出を受け、流通した薬を再び観察下に置くべく大規模調査を実施した。フランシス・ケルシーが研究を手助けし、賦形剤として使われていたジエチレングリコールが致死的な副作用に寄与していると明らかになった。咎を認めるよう迫られた会社のオーナーは、「我々は適法かつ専門的需要に対して[薬を]供給したのであって、思いがけない結果については全く予見していなかった。私たちの持ち分に関して一切の責任はなかったと感じている」"We have been supplying a legitimate professional demand and not once could have foreseen the unlooked-for results. I do not feel that there was any responsibility on our part." と悪名高い発言を残した。主任薬剤師・化学者だったワトキンスは、公判を前に自殺を図った。しかしながら、FDAの調査の結果マッセンギル社に課されたのは、「エリキシール」との命名ながら、調合にアルコールを含んでいないことに対するわずかばかりの過料であった。FDAの不十分な監督処分と、製薬会社側の不誠実な発言は、世間の大きな批判を生むことになった。
事件から1年後の1938年、連邦議会は世間の声に応えて連邦食品・医薬品・化粧品法を通過させ、製薬会社には新薬の動物試験を行うこと、また発売が認可される前にFDAへ実験結果を提出することが求められるようになった。またこの法律により、販売した薬品で健康被害が生じた場合、FDAは製造業者へ責任を負わせることができるようになった。